# Pavare pentagonală de ordin infinit
În geometrie pavarea pentagonală de ordin infinit este o pavare regulată a planului hiperbolic. Este reprezentată de simbolul Schläfli {5,∞}. Toate vârfurile sunt ideale, situate la „infinit” și văzute la limita proiecției pe discul hiperbolic Poincaré.

## Simetrie

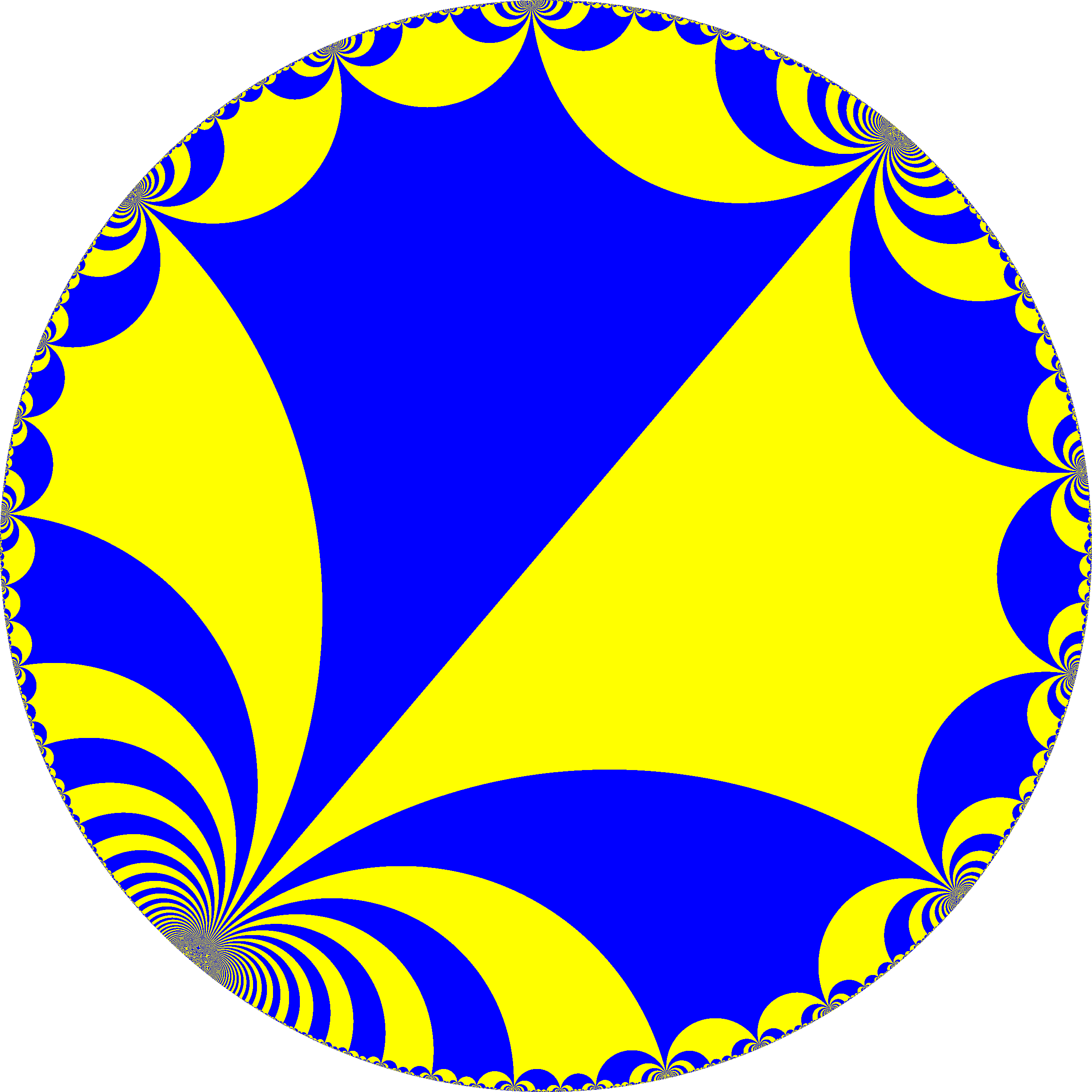

Această pavare este o formă cu simetria pe jumătate, , colorată alternat.

## Poliedre și pavări înrudite

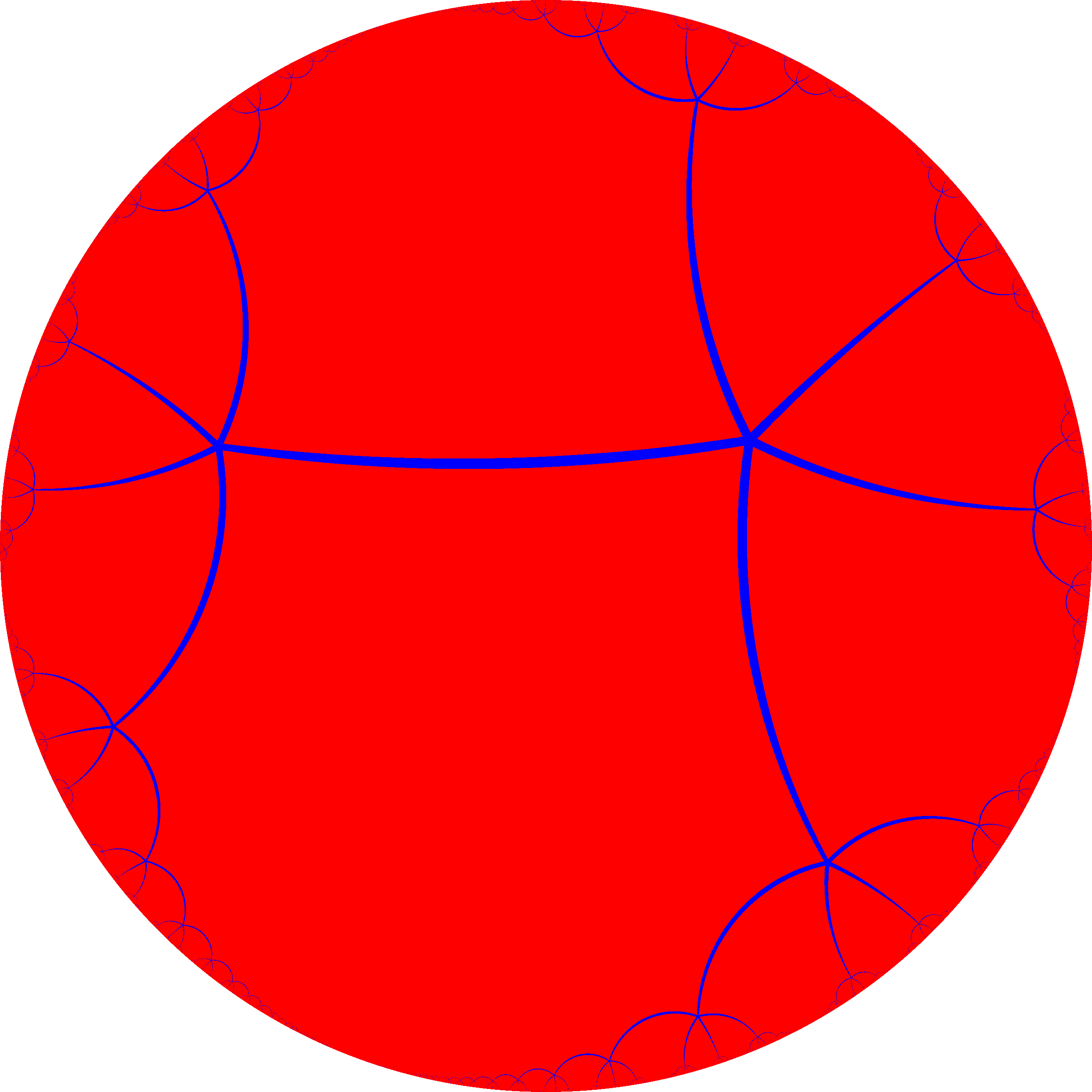
Pavarea duală

Această pavare este înrudită topologic cu șirul poliedrelor regulate cu figura vârfului (5n).
| Variante de pavări regulate cu simetrie *n52: {5,n} | Variante de pavări regulate cu simetrie *n52: {5,n} | Variante de pavări regulate cu simetrie *n52: {5,n} | Variante de pavări regulate cu simetrie *n52: {5,n} | Variante de pavări regulate cu simetrie *n52: {5,n} | Variante de pavări regulate cu simetrie *n52: {5,n} | Variante de pavări regulate cu simetrie *n52: {5,n} |
| Euclidiană                                          | Hiperbolice compacte                                | Hiperbolice compacte                                | Hiperbolice compacte                                | Hiperbolice compacte                                | Hiperbolice compacte                                | Paracompactă                                        |
| --------------------------------------------------- | --------------------------------------------------- | --------------------------------------------------- | --------------------------------------------------- | --------------------------------------------------- | --------------------------------------------------- | --------------------------------------------------- |
| · {5,3} ·                                           | · {5,4} ·                                           | · {5,5} ·                                           | · {5,6} ·                                           | · {5,7} ·                                           | · {5,8}... ·                                        | · {5,∞} ·                                           |

| Pavări uniforme paracompacte din familia [∞,5] | Pavări uniforme paracompacte din familia [∞,5] | Pavări uniforme paracompacte din familia [∞,5] | Pavări uniforme paracompacte din familia [∞,5] | Pavări uniforme paracompacte din familia [∞,5] | Pavări uniforme paracompacte din familia [∞,5] | Pavări uniforme paracompacte din familia [∞,5] | Pavări uniforme paracompacte din familia [∞,5] | Pavări uniforme paracompacte din familia [∞,5] | Pavări uniforme paracompacte din familia [∞,5] | Pavări uniforme paracompacte din familia [∞,5] |
| Simetrie: [∞,5], (*∞52)                        | Simetrie: [∞,5], (*∞52)                        | Simetrie: [∞,5], (*∞52)                        | Simetrie: [∞,5], (*∞52)                        | Simetrie: [∞,5], (*∞52)                        | Simetrie: [∞,5], (*∞52)                        | Simetrie: [∞,5], (*∞52)                        | [∞,5]+ (∞52)                                   | [1+,∞,5] (*∞55)                                | [1+,∞,5] (*∞55)                                | [∞,5+] (5*∞)                                   |
| ---------------------------------------------- | ---------------------------------------------- | ---------------------------------------------- | ---------------------------------------------- | ---------------------------------------------- | ---------------------------------------------- | ---------------------------------------------- | ---------------------------------------------- | ---------------------------------------------- | ---------------------------------------------- | ---------------------------------------------- |
|                                                |                                                |                                                |                                                |                                                |                                                |                                                |                                                |                                                |                                                |                                                |
|                                                |                                                |                                                |                                                |                                                |                                                |                                                |                                                |                                                |                                                |                                                |
| {∞,5}                                          | t{∞,5}                                         | r{∞,5}                                         | 2t{∞,5}=t{5,∞}                                 | 2r{∞,5}={5,∞}                                  | rr{∞,5}                                        | tr{∞,5}                                        | sr{∞,5}                                        | h{∞,5}                                         | h2{∞,5}                                        | s{5,∞}                                         |
| Duale uniforme                                 |                                                |                                                |                                                |                                                |                                                |                                                |                                                |                                                |                                                |                                                |
|                                                |                                                |                                                |                                                |                                                |                                                |                                                |                                                |                                                |                                                |                                                |
|                                                |                                                |                                                |                                                |                                                |                                                |                                                |                                                |                                                |                                                |                                                |
| V∞5                                            | V5.∞.∞                                         | V5.∞.5.∞                                       | V∞.10.10                                       | V5∞                                            | V4.5.4.∞                                       | V4.10.∞                                        | V3.3.5.3.∞                                     |                                                | V(∞.5)5                                        | V3.5.3.5.3.∞                                   |